# Tyrone Mears
Tyrone Mears (Stockport, 18 febbraio 1983) è un ex calciatore inglese con cittadinanza giamaicana, di ruolo difensore.

## Palmarès

### Club

#### Competizioni nazionali
- First Division: 1

Manchester City: 2001-2002
- Campionato MLS: 1

Seattle Sounders: 2016